# 桑納川

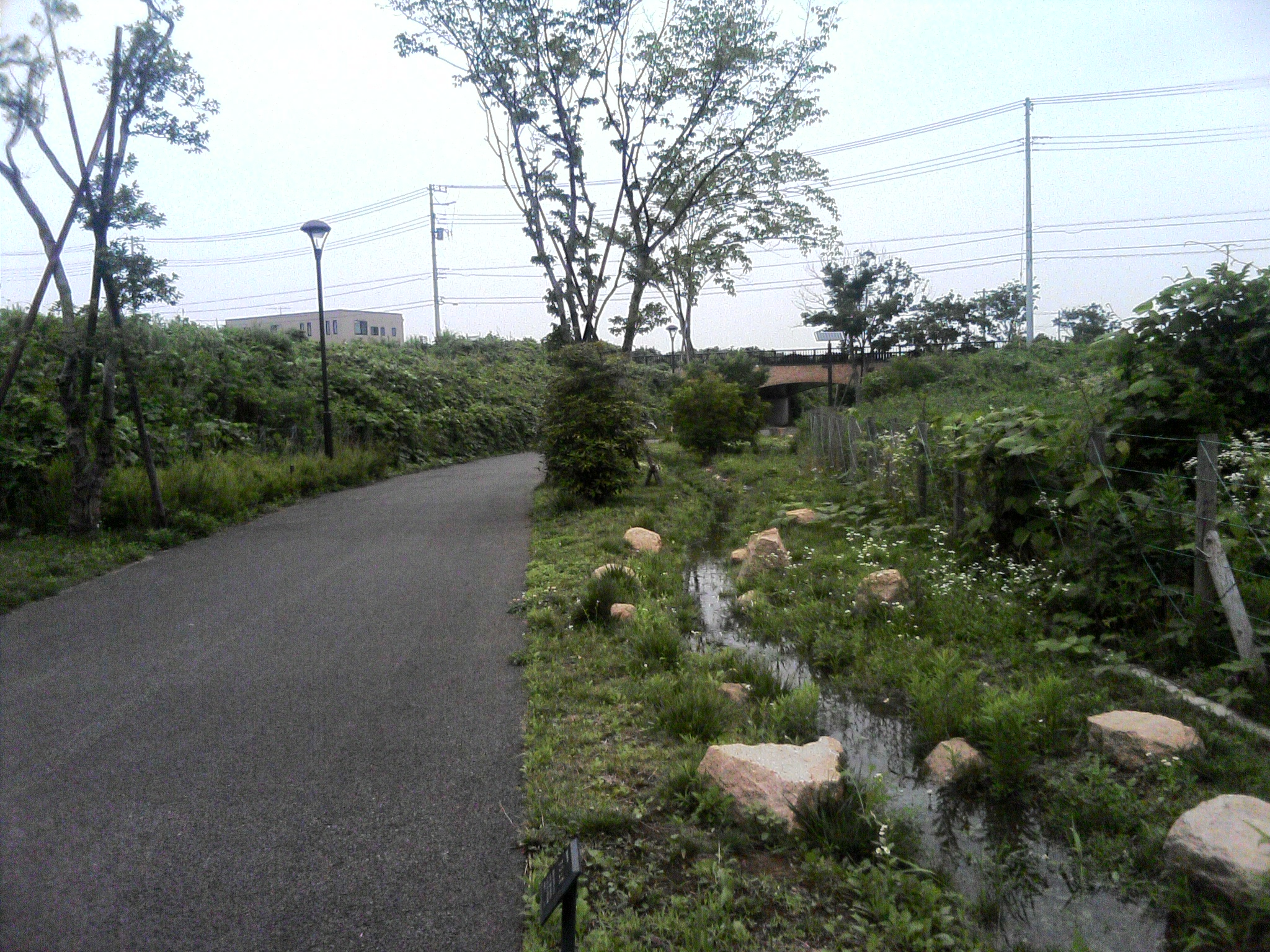
坪井川せせらぎ歩道

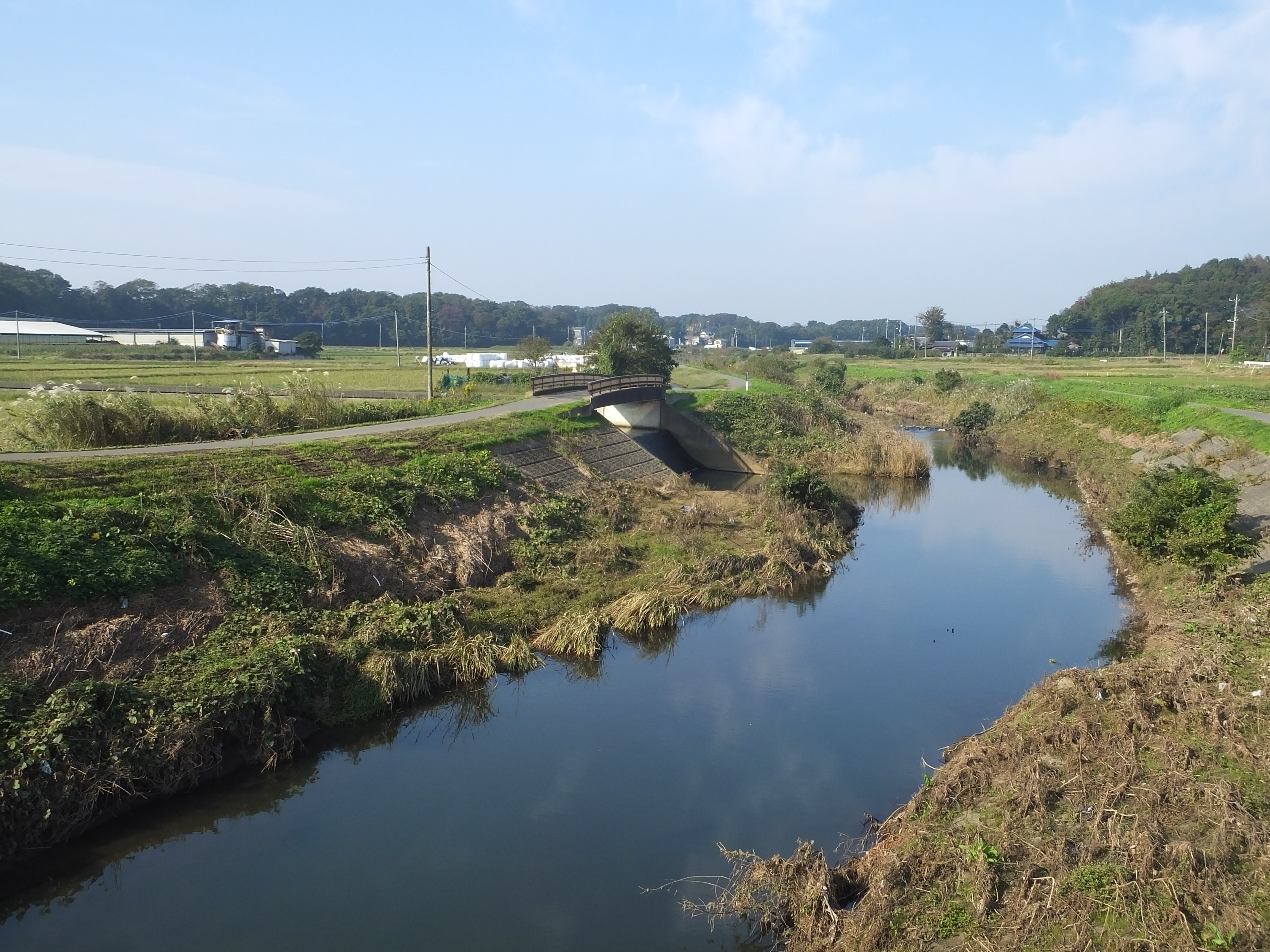
花輪川との合流地点（たか橋より上流方）

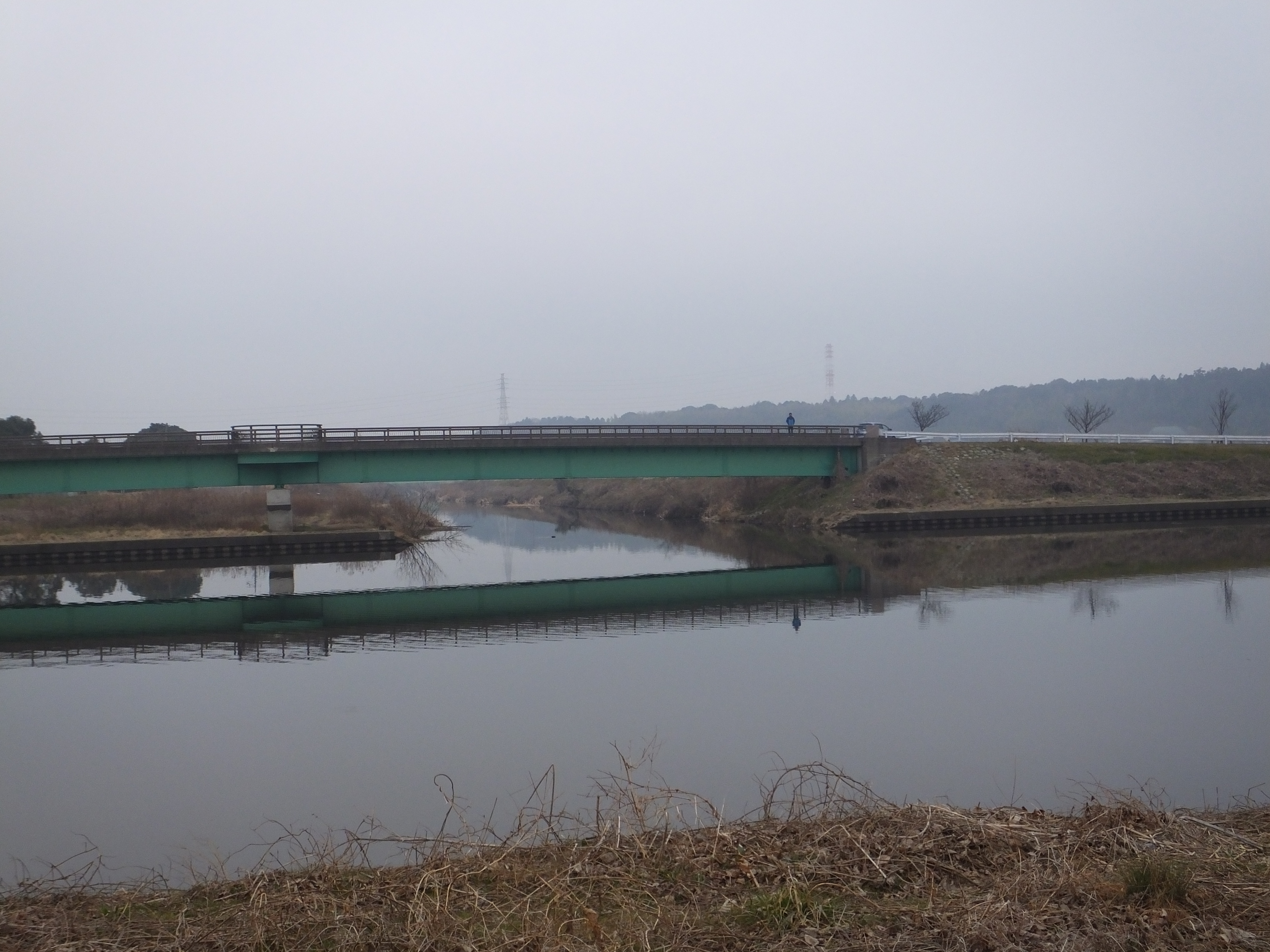
新川への合流地点（富士美橋）

桑納川（かんのうがわ）は、千葉県の主に八千代市を流れる利根川（印旛沼）水系の一級河川。

## 地理
船橋市坪井東付近の調整池より北流してきた坪井川が、坪井近隣公園内の坪井第1調整池より「桑納川」となり北流する。松が丘付近を水源とする駒込川を西から合わせると船橋市・八千代市境となる。木戸川を合わせると向きを東へ変え、八千代市内を流れる。両岸には沿道が整備され、周辺は河岸段丘を形成し、下位段丘面に水田・上位段丘面に畑地・段丘崖部分に集落が広がる。支流の石神川・花輪川・津金谷津排水路を南から合わせて下るが、これらは八千代市西部の台地に谷間を形成している。下流部では流量も増え、市中央部で印旛放水路（新川）に注ぐ。河口付近には桑納川公園が整備され、野球場等に使われている。
1986年（昭和61年）4月5日告示以降、全区間が一級河川に指定されている。当時は駒込川・坪井川合流地点より桑納川という名称だったが、流域での坪井・西八千代北部両特定土地区画整理事業の進行に伴い、河川整備の必要性から1998年（平成10年）4月9日告示で指定区間が坪井近隣公園内の市道橋まで900m延長された。この間は慣習的に旧坪井川区間とも呼ばれるが、以降は坪井川も含め「桑納川」と呼称されることも多くなっている（総延長7.3km）。またこの延長と同時に石神川が一級河川に指定されている。現在の坪井川区間もかつては自然土手の河川だったが、現在は区画整理によりその面影はなく、坪井近隣公園より伸びるせせらぎ歩道が流路を残すのみとなっている。
市境付近では2005年（平成17年）度に、川底から縄文時代後期後半～晩期頃に使われていた土器・石棒・耳飾や、平安時代頃に使われていた土器等が採集された。一帯は桑納川遺跡群ないし桑納川低地遺跡と呼ばれている。

## 治水
桑納川は灌漑目的で整備されていたが、1970年代後半から流域の都市化が進展したことを受け治水対策の検討が始まった。1988年（昭和63年）度より千葉県が暫定整備を開始し、2000年（平成12年）度に木戸川合流地点より下流の約3.8kmの整備が終了した。下流部では1993年（平成5年）に新川・桑納川水辺空間整備計画を策定し、ふるさとの川モデル事業の認定を受けた。桑納橋より下流800mの両岸に桜を植栽することや、下流部及び花輪川を桑納川水生植物園として活用することが盛り込まれている。
だがその頃には水害が目立ち、特に平成8年台風17号では睦橋から溢水し、水田に被害が見られるような状況だった。それ以上に支流部の木戸川では洪水がたびたび発生しているにもかかわらず、桑納川の整備待ちから河川改修に着手できない状態が続いていた。補修や浚渫を細かく行うことで対策を講じてきたが、洪水により河川設備が崩壊し田畑が水没する等深刻な被害が出たことから、その後準用河川に指定し河川改修を行っている。
一方木戸川合流地点より上流部では区画整理による流出量増加に応じ一級河川指定区間も延長され、1,600mに渡る河川改修事業を1998年（平成10年）度に開始、2016年（平成28年）度までの予定で続けられている。

## 主な橋
- 富士美橋
- 桑納橋
- 桑橋
- たか橋
- 睦橋 - 千葉県道61号船橋印西線
- 金堀橋
- 高古橋
- 桑納川1号橋
- 桑納川2号橋
- つぼい橋 - 千葉県道57号千葉鎌ヶ谷松戸線
- 桑納川3号橋
- 桑納川4号橋

## 支流
- 津金谷津排水路
- 花輪川
- 石神川　一級河川
- 金堀川
- 木戸川　準用河川
  - 神保川
  - 三咲川
  - 大穴川
- 駒込川
- 坪井川

## 参考資料
- 船橋市議会会議録　平成14年度第1回定例会第2号
- 船橋市議会会議録　平成14年度第2回定例会第6号
- 桑納川の事業実施状況について（平成19年2月28日、千葉県葛南地域整備センター）